# Neotyphodium lolii
Espèce
Neotyphodium lolii est une espèce de champignons (Fungi) ascomycètes de la famille des Clavicipitaceae.
Ce champignon est proche de l'ergot du seigle (Claviceps purpurea). C'est une forme anamorphe.
C'est un endophyte symbionte de graminées. Il produit des alcaloïdes toxiques, en particulier l'ergovaline et le lolitrème B. Il peut se transmettre par les semences. La plante contaminée ne présente pas de symptômes extérieurs mais on observe un mycélium flexueux à l'intérieur des organes aériens.

## Symbiose
Le champignon procure des avantages à la graminée en produisant des alcaloïdes provoquant des troubles neurologiques, connus sous le nom de tournis du ray-grass, chez les ruminants qui la broutent ou lui procurant une résistance aux insectes phytophages. Il lui donne également une meilleure croissance en condition de carence en azote ou de stress hydrique.

## Plantes hôtes
On rencontre Neotyphodium lolii dans différentes Pooideae en particulier Lolium perenne, le ray-grass anglais.

## Synonymes
Selon Catalogue of Life (24 décembre 2016) :
- Acremonium lolii Latch, M.J. Chr. & Samuels, 1984,
- Epichloë festucae var. lolii (Latch, M.J. Chr. & Samuels) C.W. Bacon & Schardl, 2014.